# Hochstadl
Hochstadl (1919 m n. m.) je nejvyšší hora Ybbstalských Alp. Nachází se na hranicích okresů Bruck-Mürzzuschlag a Liezen v rakouské spolkové zemi Štýrsko. Leží asi 6 km východně od obce Wildalpen a 20 km jihozápadně od Mariazell. Hora náleží do masivu Kräuterin.

## Přístup
Na vrchol je možné vystoupit po značené turistické trase buď od Kräuterinhütte, nebo od Gresserthütte.